# Strażec (obwód Razgrad)
Strażec (bułg. Стражец) – wieś w Bułgarii, w obwodzie Razgrad, w gminie Razgrad. W 2023 roku liczyła 1855 mieszkańców.